# Spotlight (software)
Spotlight è una funzione di ricerca in tempo reale (desktop search) sviluppata dalla Apple e introdotta con Mac OS X Tiger. Usando un motore di ricerca basato sui metadati salvati in appositi file nascosti (.DS Store), Spotlight è progettato per ricercare una vasta gamma di elementi sul file system.
Spotlight costruisce un database di parole chiave dai metadati dei file sul disco rigido dell'utente, inizialmente quando Mac OS X 10.4 Tiger viene installato, ma anche in background quando il contenuto dei file viene cambiato. Le ricerche possono essere personalizzate con date di creazione, di modifica, dimensione e molti altri attributi dei file, per esempio tramite la lettura dei dati EXIF all'interno delle immagini è in grado di trovare i file in cui sia stata applicata la correzione degli occhi rossi.
Nel 2009, con l'uscita della versione 3.0 di iOS, la funzione di ricerca Spotlight è stata inserita anche nell'iPhone nell'iPod touch e infine nell'iPad.

## Documenti gestiti nativamente
- documenti di testo;
- documenti di Microsoft Word;
- calendari di iCal, tramite Calendario;
- schede dei contatti, tramite Contatti;
- musica gestita da iTunes;
- e-mail archiviate da Mail;
- immagini;
- applicazioni;
- Pannelli di Preferenze di Sistema;
- parole contenute in un documento;
- documenti PDF;
- Documenti XML;

Spotlight presenta, per gli sviluppatori, una API (Application Program Interface) che permette la creazione di plug-ins; quindi, se un programmatore lo desidera, può fare in modo che i file generati dal proprio programma vengano indicizzati dal sistema di ricerca.

### Implementazione nella GUI
La combinazione di tasti ⌘-spazio apre il menu di Spotlight nella barra dei menu di macOS mostrata nello screenshot e la combinazione di tasti ⌘-⌥ (Alt)-Spazio apre una finestra di Spotlight. Queste finestre sono accessibili ovunque, tranne quando si esegue un'applicazione a pieno schermo. Le finestre di Spotlight non fanno parte di alcuna applicazione, neanche del Finder come si potrebbe credere, in modo tale che esse non vengono visualizzate nel commutatore di applicazioni visibile premendo ⌘-Tab.
Le ricerche di Spotlight possono essere salvate e rappresentate nella GUI come Smart folder. Nel Finder, premendo ⌘-F, appare una finestra di ricerca basata sui criteri che è differente dalle finestre di Spotlight. Solo dalla finestra di ricerca del Finder possono essere create le Smart Folder.

### Funzioni
Spotlight presenta le seguenti funzioni:
- Ricerca istantanea: Come per la ricerca di brani di iTunes, l'interfaccia risponde immediatamente all'utente ad ogni digitazione, fornendo risultati e suggerendo completamenti.
- Indicizzazione istantanea dei file nuovi o modificati: L'indice è automaticamente aggiornato dopo ogni modifica ad un file.
- Ricerca dei prefissi: Possono essere cercate le parole che iniziano per un gruppo di lettere.
- Ricerche booleane: Di default viene utilizzato l'operando AND. Usare "|" per le ricerche OR.  Mettere un carattere "-" per rendere negativo un criterio.